# Navigation dans les Yvelines

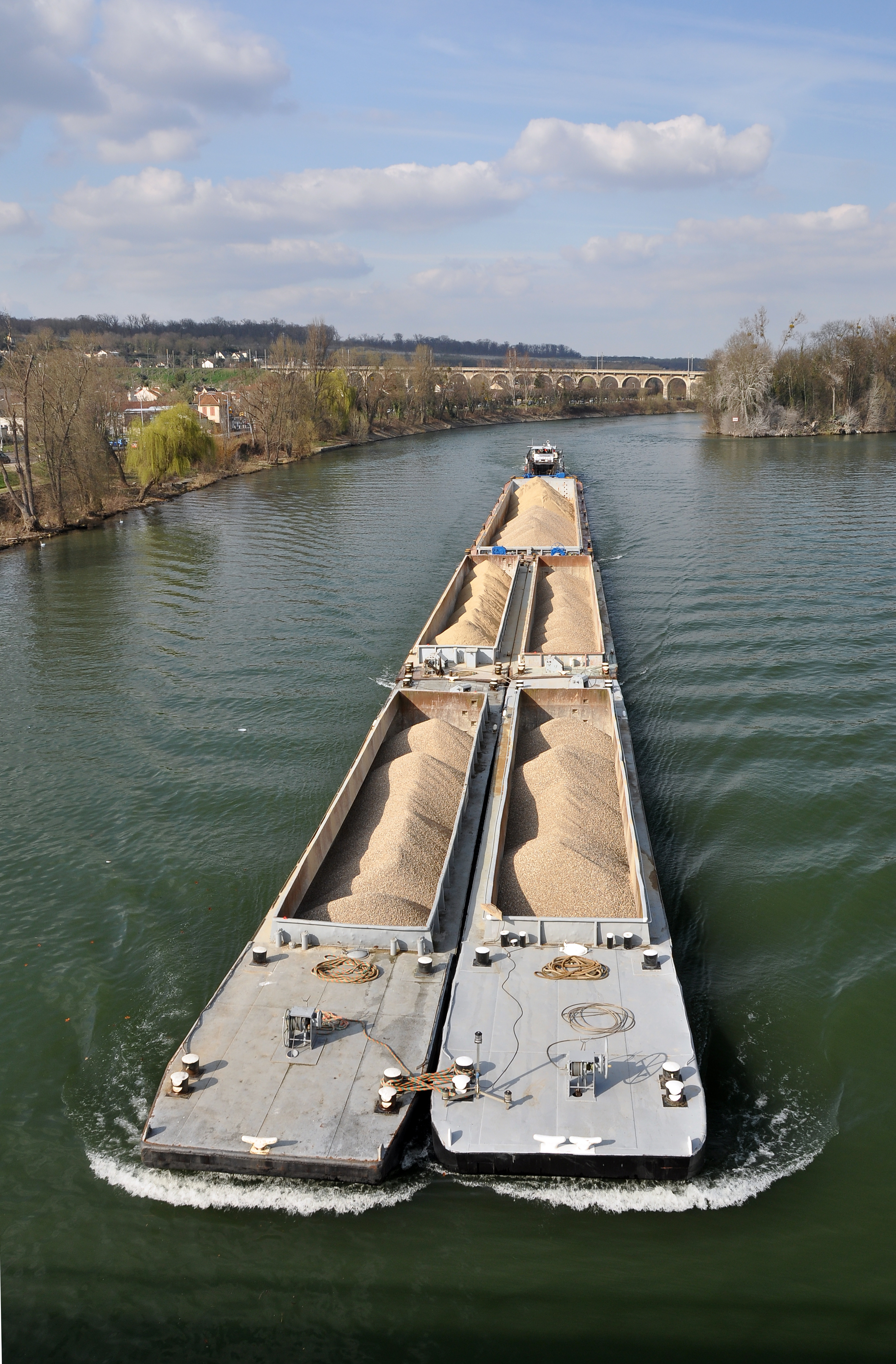
Convoi de barges sur la Seine, au Pecq.

La navigation dans les Yvelines concerne deux cours d'eau : la Seine qui traverse la partie nord du département des Yvelines sur une centaine de kilomètres (la moitié environ à vol d'oiseau du fait du développement important des méandres) et l'Oise qui rejoint la Seine à Conflans-Sainte-Honorine, traversant le département sur quelques kilomètres seulement entre Maurecourt et Conflans. La Seine est canalisée entre Paris et la mer et permet depuis 1974 le transit de bateaux ou de convois de 5 000 tonnes.
Les autres cours d'eau des Yvelines ne sont pas navigables pour la marine fluviale.

## Le transport de marchandises
De nombreuses industries lourdes se sont installées dans la vallée et ont recours dans des proportions variables au transport fluvial. On peut citer notamment la centrale thermique de Porcheville, le dépôt pétrolier de Gargenville, l'usine Renault de Flins-Aubergenville, la cimenterie de Gargenville, les sablières de Sandrancourt (commune de Saint-Martin-la-Garenne), les silos céréaliers de Bonnières-sur-Seine...
S'y ajoute le trafic de transit échangé entre la région parisienne en amont des Yvelines et la Basse-Seine d'une part, le nord de la France et le Benelux d'autre part par l'Oise et le canal de Saint-Quentin.
Diverses installations portuaires s'échelonnent le long du fleuve. Il s'agit soit d'installations privées gérés par les industriels concernés, soit d'installations publiques gérées par le port autonome de Paris. Parmi ces dernières, la plus importante est le port de Limay situé juste en amont de Mantes-la-Jolie sur la rive droite.

## Le transport de voyageurs
Il existe une petite activité de croisières locales sur la Seine.

## Tourisme fluvial
Liste des ports fluviaux de plaisance des Yvelines (de l'amont vers l'aval) :
- Port Conflans Ambiance Yachting, Conflans-Sainte-Honorine, 150 emplacements ;
- Port / chantier de l'Île de Migneaux, Poissy, 45 emplacements ;
- Marina Port Saint-Louis, Carrières-sous-Poissy, 300 emplacements ;
- Port Dynamic Plaisance, Villennes-sur-Seine, 17 emplacements ;
- Port / chantier de Triel-sur-Seine, Triel-sur-Seine, 10 emplacements ;
- Port de Détroit Marine, Vaux-sur-Seine, 10 emplacements ;
- Port / chantier les Marines de Limay, Limay, 30 emplacements ;
- Port Saint-Nicolas, Bennecourt, 40 emplacements ;
- Port de plaisance de l'Ilon, Saint-Martin-la-Garenne, 250 emplacements.

## La navigation de loisirs
La navigation de loisirs (aviron, canoë-kayak, voile) se pratique dans diverses bases nautiques échelonnées le long de la Seine, ainsi que sur divers plans d'eau, dont l'étang de Saint-Quentin.

## L'aménagement de la Seine et de l'Oise

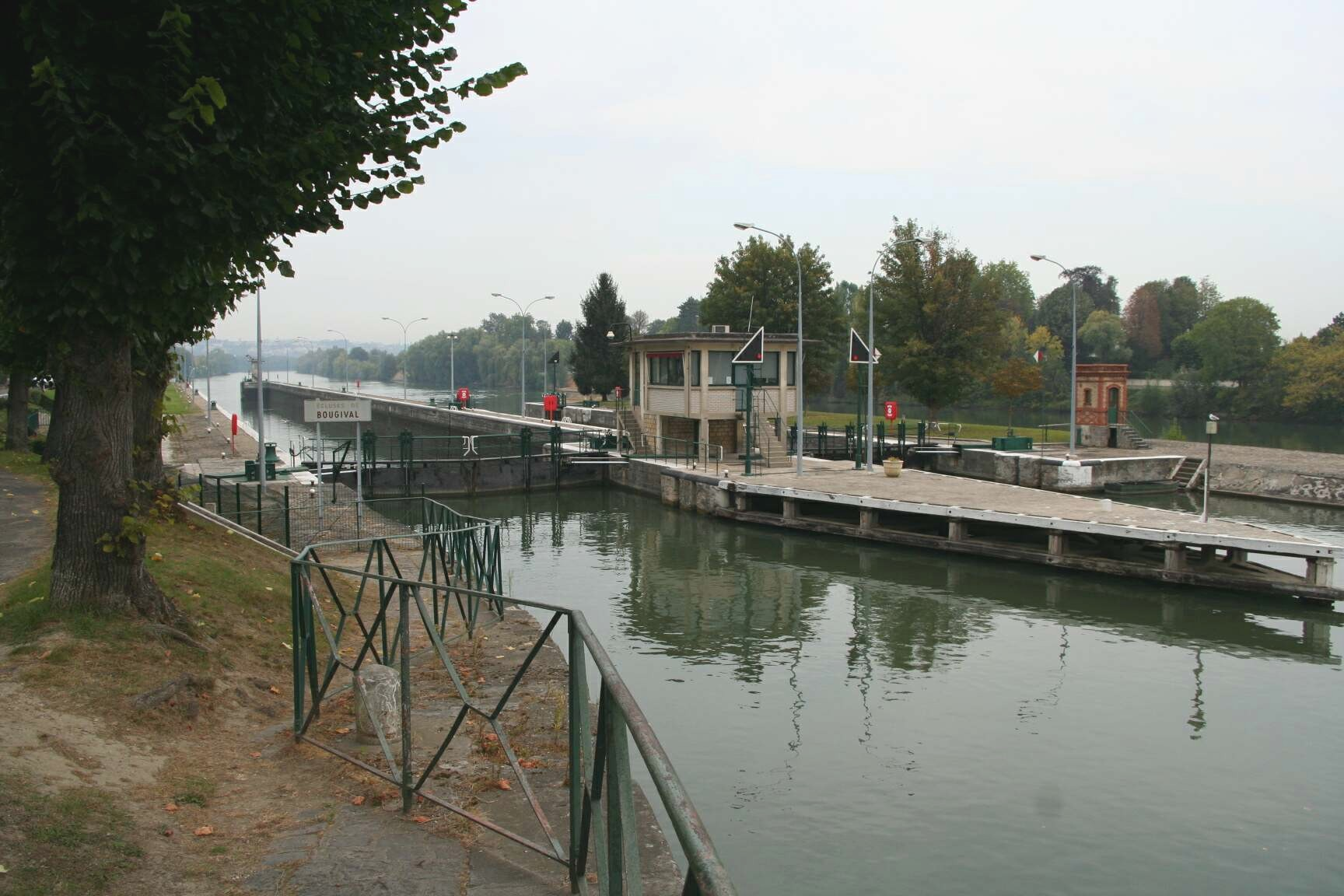
Les écluses de Bougival.

Actuellement dans la traversée des Yvelines, la Seine est partagée en cinq biefs délimités par des barrages assortis d'écluses. Ces barrages sont les suivants :
- barrage de Chatou ;
- barrage de Bougival ;
- barrage-écluse d'Andrésy ;
- barrage de Méricourt.

En amont de Bougival, le bief précédent est délimité par le barrage-écluse de Suresnes dans les Hauts-de-Seine. En aval de Méricourt, le bief suivant est délimité par le barrage de Notre-Dame-de-la-Garenne, à Gaillon, dans l'Eure.
L'aménagement de la Seine a été réalisé en plusieurs étapes à partir de 1845.

## Galerie

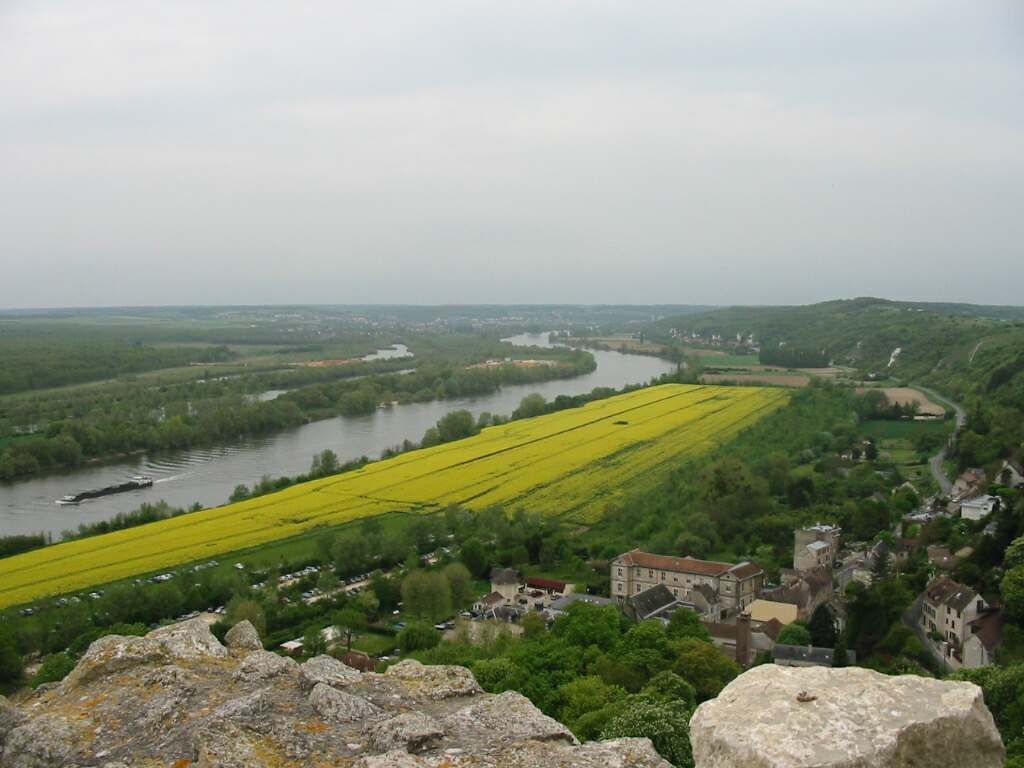
La vallée de la Seine en aval de Mantes-la-Jolie.
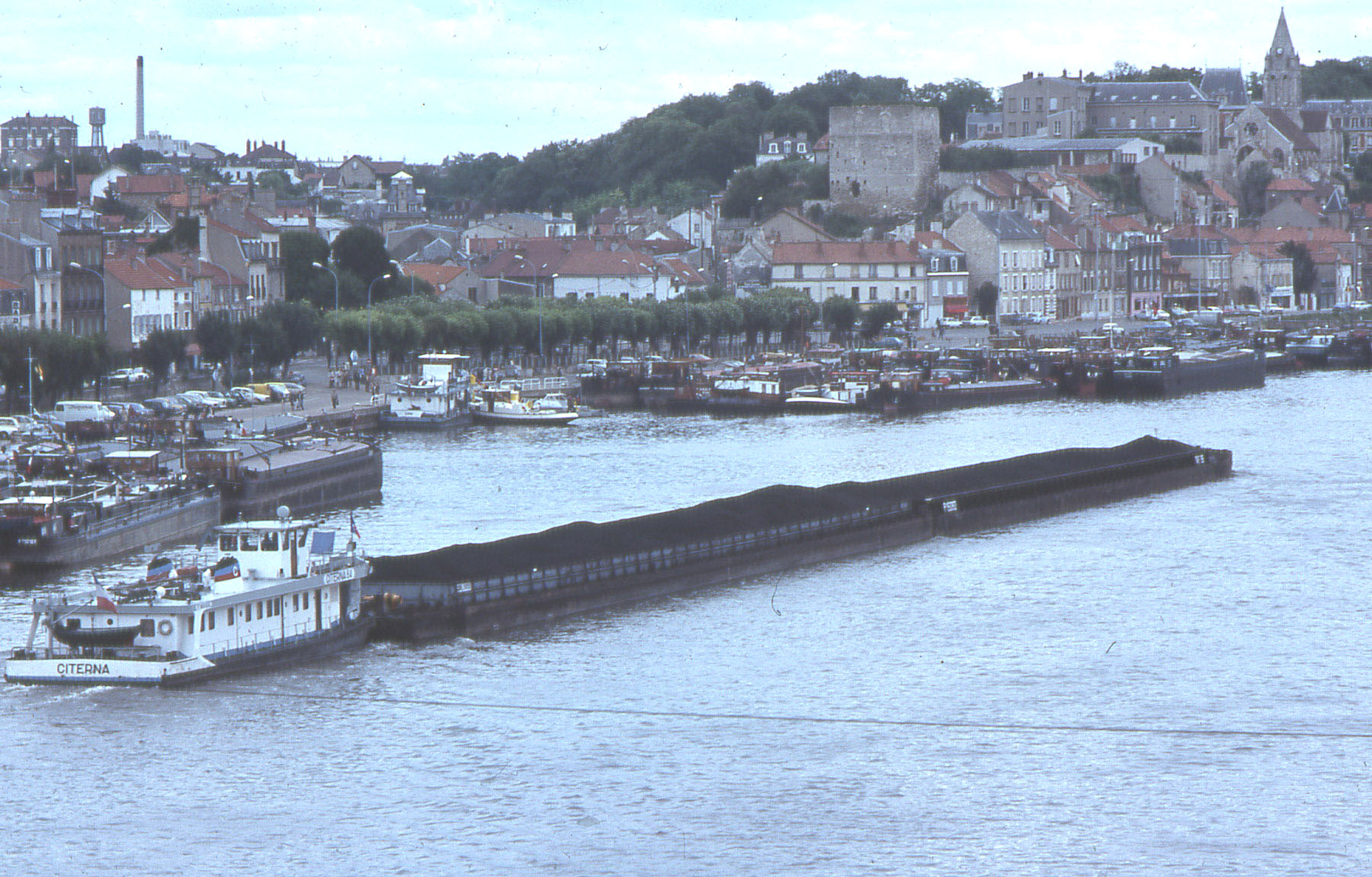
Le port de Conflans-Sainte-Honorine.
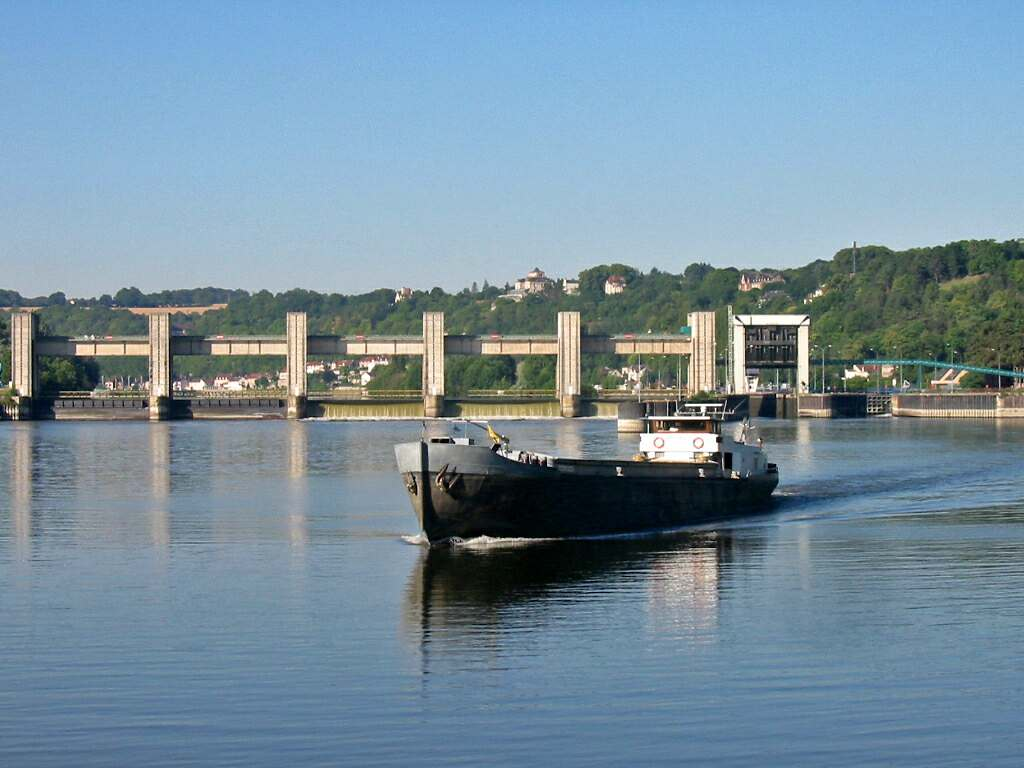
La Seine à Méricourt.
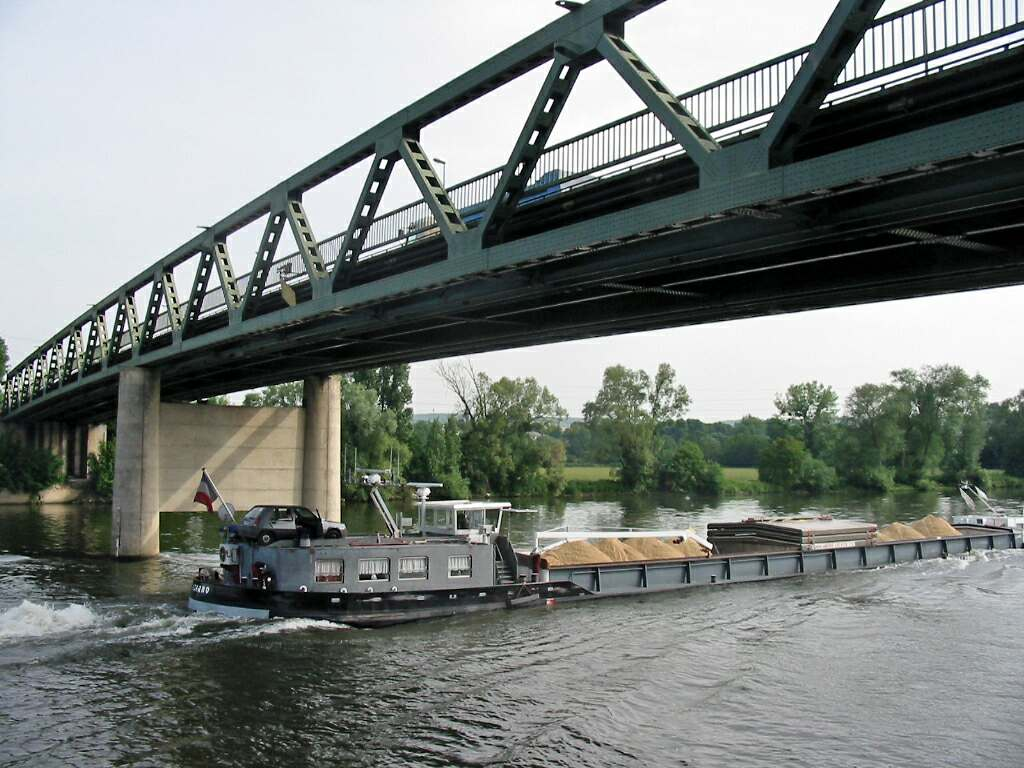
Transport de sable sous le pont de Rangiport à Épône.